# Mount Kisco
Pour l’article homonyme, voir MTK.
Mount Kisco est une petite ville du comté de Westchester dans l'État de New York aux États-Unis.

## Personnalités liées à la ville
- Janet Adelman, érudite shakespearienne
- Harold A. Baker, juge fédéral des États-Unis à la cour de district des États-Unis pour le district central de l'Illinois
- Samuel Barber, compositeur
- Ann Blyth, actrice
- Rick Carey (Richard John Carey), ancien nageur, triple médaillé d'or olympique en dos et ancien détenteur du record du monde dans trois épreuves[1], est né en 1963 à Mount Kisco.
- Bennett Cerf, éditeur, personnalité de la télévision
- Atherton Curtis (1863-1943) y fonde une communauté d'artistes entre 1898 et 1903
- Andrew Daly, acteur, comédien
- Rebecca Harding Davis, romancière, essayiste, journaliste
- Susan Dey, actrice
- Michael Eisner, ancien PDG de The Walt Disney Company
- Lynn Emanuel, poète
- Arlene Francis, personnalité de la télévision et de la radio, actrice
- Martin Gabel, acteur, réalisateur, producteur[2]
- Lew Gallo, acteur, producteur
- Adam Green, musicien
- John Battiscombe Gunn, physicien et informaticien
- Kimiko Hahn, poète
- Caitlyn Jenner, personnalité de la télévision, auteur, athlète
- Darin Mastroianni, joueur de baseball des Twins du Minnesota
- Gavin MacLeod, acteur principalement connu pour  The Mary Tyler Moore Show  et  The Love Boat
- John Jay McKelvey, Sr., avocat, fondateur de la «Harvard Law Review»
- Theodore Mook, musicien
- Anne Morgan, philanthrope, décédée dans cette ville,
- William F. B. O'Reilly, consultant politique
- Gian Carlo Menotti, compositeur, fondateur du festival, partenaire à vie de Samuel Barber
- Doane Perry, musicien
- Christopher Reeve, acteur, décédé dans cette ville,
- Eric Schmertz, avocat
- John Schneider, acteur et cofondateur de  Children's Miracle Network
- Alex Shoumatoff, écrivain
- Bert Sugar, écrivain de boxe, historien du sport
- Arthur Ochs Sulzberger, Jr., éditeur du New York Times
- Rob Thomas, musicien
- Chaim Michael Dov Weissmandl, rabbin
- Dar Williams, musicien